# Hege Kirsti Frøseth
Hege Kirsti Frøseth, a także Hege Bjørnebye (ur. 20 grudnia 1969 w Trondheim) – była norweska piłkarka ręczna, wielokrotna reprezentantka kraju, występowała jako bramkarka. Wicemistrzyni olimpijska (1992-Barcelona).
Jej mężem jest Stig Inge Bjørnebye, norweski piłkarz.